# Tornike Kipiani
Tornike Kipiani (em georgiano:  თორნიკე ყიფიანი) (Tiblíssi, 11 de dezembro de 1987) é um cantor e compositor georgiano. Representou a Geórgia no Festival Eurovisão da Canção 2020 e 2021 em Roterdão.

## Biografia
Em 2014, Tornike participou da primeira edição da versão georgiana do Factor X, onde sua mentora foi Tamta. Naquele concurso, sagrou-se vencedor.
Posteriormente, em 2017, participou da pré-seleção da Eurovisão da Geórgia, onde interpretou a música «You Are My Sunshine» com Giorgi Bolotashvili, composta inteiramente por Tornike. Na final nacional, eles terminaram em vigésimo terceiro lugar de um total de vinte e cinco participantes.
Em 2019, participou na versão georgiana do Ídolos, onde conquistou o 1.º lugar na final realizada a 31 de dezembro daquele ano, desta maneira ele teve possibilidade de representar o seu país no Festival Eurovisão da Canção 2020 com a música «Take Me As I Am». No entanto, o festival foi cancelado devido à pandemia de COVID-19. Como curiosidade, Tornike ficou em primeiro lugar todas as semanas durante sua participação no Ídolos, exceto na primeira gala em direto. Após a suspensão da edição de 2020, a rádio e televisão  pública da Geórgia selecionou o artista para representar o país no concurso 2021, desta feita com a canção «You», que não conseguiu passar à final.

## Discografia

### Singles
- «You Are My Sunshine» (2017, Giorgi Bolotashvili)
- «Take Me As I Am» (2020)
- «You» (2021)